# I do not choose to run

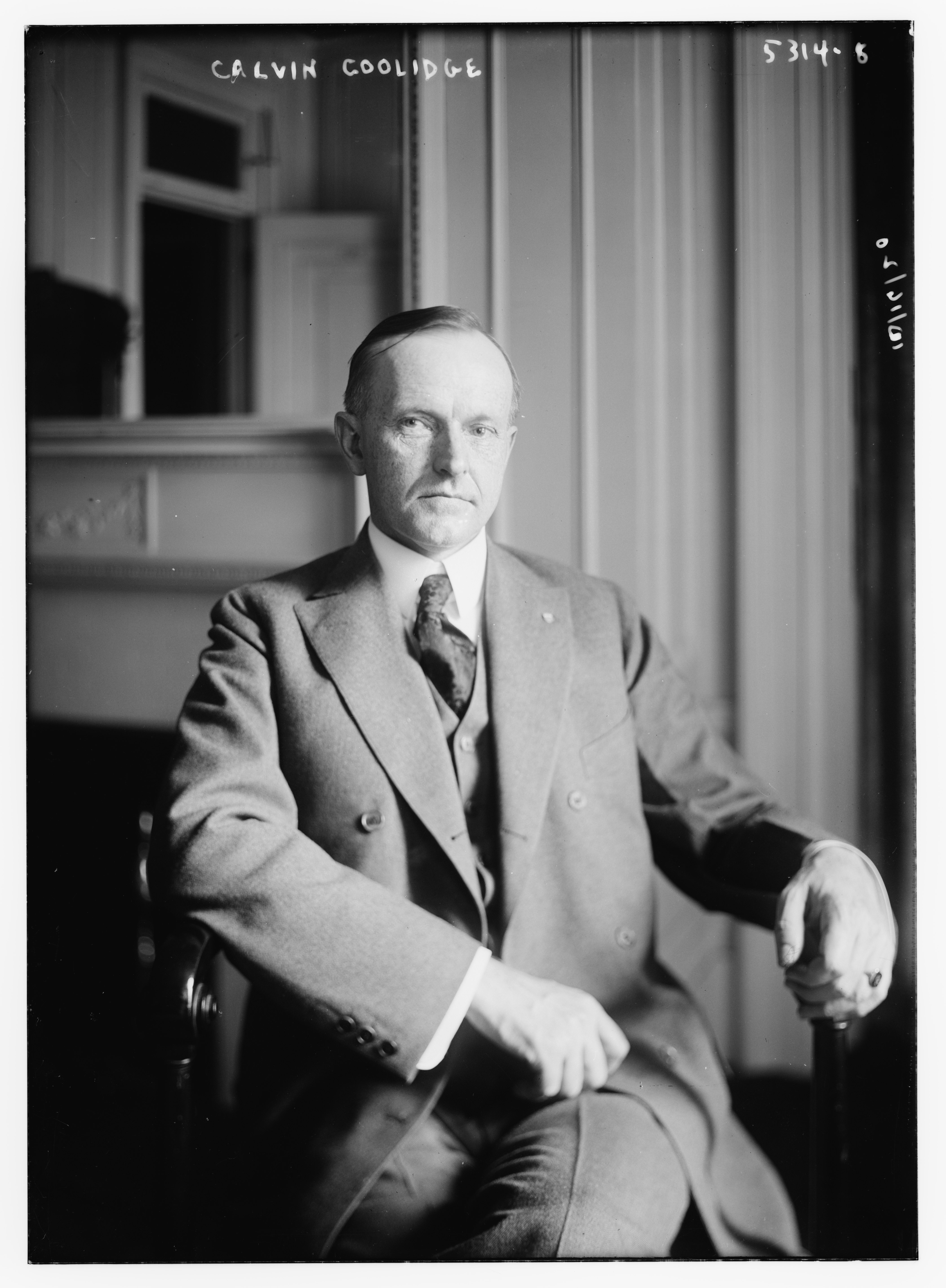
Prezident Calvin Coolidge

„I do not choose to run...“ (česky „Rozhodl jsem se nekandidovat...“) řekl americký prezident Calvin Coolidge dne 2. srpna 1927 médiím o svém rozhodnutí nekandidovat v prezidentských volbách v roce 1928. Prohlášení bylo nejednoznačné a vedlo k rozsáhlým diskusím o záměrech jeho formulace.

## Pozadí

### Vláda Calvina Coolidge
Calvin Coolidge, člen Republikánské strany, se stal prezidentem Spojených států v roce 1923 jako viceprezident po smrti Warrena Hardinga. V roce 1924 vyhrál prezidentské volby na celé čtyřleté funkční období. Politika Calvina Coolidge se vyznačovala konzervativismem a ekonomickým liberalismem, po svém předchůdci pokračoval v izolacionistické politice. Podepsal jeden z nejpřísnějších imigračních zákonů v moderní historii Spojených států a jeho administrativě se podařilo snížení státního dluhu Spojených států z 22,3 miliard na 16,9 miliard dolarů, což činilo celkové snížení o 24,2 %. Zároveň se snažil omezit Ku-klux klan a podporoval afroamerické studenty i politiky.

### Podobné situace
Historicky se většina úřadujících amerických prezidentů, kteří dokončili jedno celé funkční období, rozhodla kandidovat i podruhé. Před Coolidgem se rozhodli nekandidovat celkem tři prezidenti:
- James K. Polk (1845–1849): dodržel slib z kampaně, že bude sloužit pouze jedno funkční období.
- James Buchanan (1857–1861): dodržel slib z kampaně, že bude sloužit pouze jedno funkční období
- Rutherford B. Hayes (1877–1881): dodržel slib z kampaně, že bude sloužit pouze jedno funkční období

Po Coolidgovi se takto rozhodli ještě tři prezidenti:
- Harry S. Truman (1945–1953): odstoupil z kandidatury po jednom částečném a jednom plném funkčním období
- Lyndon B. Johnson (1963–1969): odstoupil z kandidatury po jednom částečném a jednom plném funkčním období
- Joe Biden (2020–2024): odstoupil z kandidatury po jednom plném funkčním období po nátlaku spolustraníků

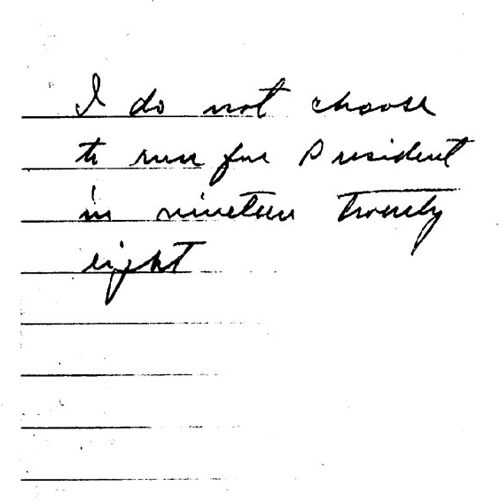
Coolidgova poznámka, která obsahuje slavnou frázi I do not choose to run.png

## Odstoupení
Ve svém „letním bílém domě“ v Black Hills v Jižní Dakotě předal Coolidge tajemníkovi prezidenta Everettu Sandersovi papír, na kterém stálo: „Rozhodl jsem se nekandidovat na prezidenta v roce devatenáct dvacet osm“. Sanders Coolidgeovo prohlášení podpořil a oznámení bylo naplánováno na tiskovou konferenci v úterý 2. srpna 1927 v 9 hodin ráno.
Aby se však zabránilo přehnané reakci burzy na východním pobřeží, bylo oznámení přesunuto na poledne. V 11:30 Coolidge nastříhal proužky papíru se svým prohlášením a na konferenci každému reportérovi jeden proužek předal. Aniž by poskytl jakékoli další informace, Coolidge poznamenal: „Dnes už z tohoto úřadu nic dalšího nebude“

## Reakce

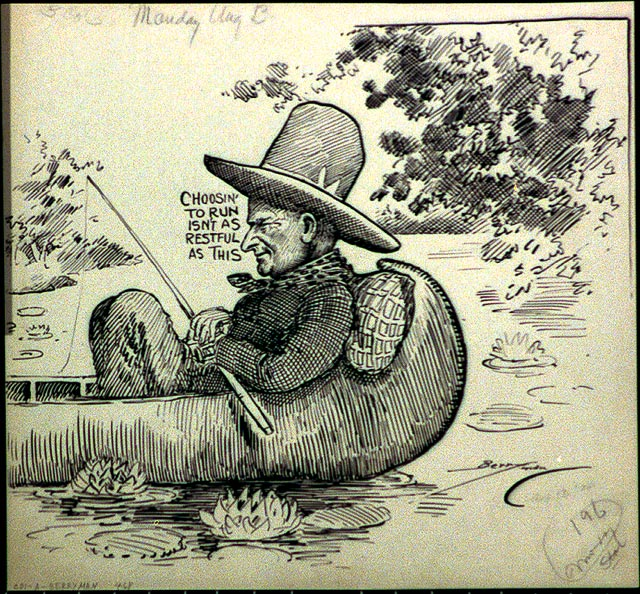
Politická karikatura Clifforda Berrymana zobrazující Coolidge po jeho prohlášení

### Veřejnost
Po Coolidgeově oznámení byla shromážděná média ohromena. Také veřejnost byla tímto oznámením šokována. Mnozí se domnívali, že Coolidge může snadno získat druhé plné funkční období, a to na základě „Coolidgeovy prosperity“, vzkvétající ekonomiky a přebytku přes 300 milionů dolarů.

### Rodina a přátelé
Již v roce 1924 dal Coolidge najevo, že po kampani v roce 1924 nebude znovu kandidovat. Slíbil to svému otci poté, co jeho šestnáctiletý syn téhož roku tragicky zemřel. Theodore Roosevelt Jr. si po volbách „jasně vzpomínal“, že se Coolidge zmínil o svém přání znovu nekandidovat, a tento rozhovor údajně ve stejné době vedl i s Frankem Stearnsem. Také agent tajné služby Edmund Starling, který sloužil v Bílém domě třicet let a chránil pět prezidentů, vyprávěl, že se Coolidge „dávno“ rozhodl znovu nekandidovat.
Zatímco někteří Coolidgeovi blízcí věděli, že nebude kandidovat na další funkční období, jiné jeho oznámení ohromilo, včetně Sanderse, jeho osobního tajemníka. Dne 2. srpna později během dne se Grace Coolidgeová dozvěděla o manželově oznámení od navštěvujícího senátora Arthura Cappera. Poznamenala: „Nikdy mi nedal o svém záměru ani náznakem vědět. Neměla jsem o tom ani tušení.“

## Důvody
Po Coolidgeově prohlášení se vedly rozsáhlé debaty o tom, jak svá slova myslel. Někteří ho považovali za definitivní prohlášení, že už nechce být prezidentem. Jiní se domnívali, že Coolidge doufá, že bude stranou povolán jako kandidát.

### Snaha být povolán
Někteří prezidentovi blízcí zastávali názor, že Coolidge se chtěl nechat navrhnout stranou pro volby v roce 1928. Viceprezident Charles G. Dawes se domníval, že „horlivě“ toužil po nominaci. Co se týče toho, že by byl navržen jako kandidát strany, Coolidge později prohlásil, že „byl rozhodnut, že tato eventualita nenastane.“ Během svého prezidentství však Coolidge mlčel. Ministr obchodu Herbert Hoover, který sám zvažoval kandidaturu ve volbách v roce 1928, se Coolidge zeptal, zda je jeho rozhodnutí „naprosto definitivní“, a prezident přímo neodpověděl. Dokonce i jeden z Coolidgeových nejbližších přátel, senátor William M. Butler, o jeho rozhodnutí prohlásil: „Nevím, co chce“.
Kdyby si to Coolidge přál, byl by na republikánském národním sjezdu v roce 1928 snadno nominován na další kandidaturu, jak si přáli představitelé strany. Coolidge poslal Sanderse, aby vedoucím delegací jednotlivých států vzkázal, aby hlasovali pro kohokoli jiného. Na sjezdu lidé z prezidentova okolí uvedli, že od Coolidge nemají pro delegáty žádný vzkaz. Když se vermontská delegace třikrát zeptala prezidenta, zda by měl námitky proti hlasování pro něj, Coolidge odmítl odpovědět. Delegáti však usoudili, že hlasovat pro něj by znamenalo, že pochybují o prezidentově upřímnosti.

### Touha po soukromí
Jiní viděli v Coolidgeově poselství touhu vrátit se k soukromému životu. Již v roce 1924 se Coolidge rozhodl, že se nebude podruhé ucházet o prezidentský úřad. Smrt jeho syna Calvina Coolidge mladšího v roce 1924 si na prezidentovi vybrala těžkou daň, která podle některých vedla ke klinické depresi. „Když zemřel, odešla s ním i moc a sláva prezidentství,“ napsal později Coolidge ve své autobiografii. Poznamenal také, že další funkční období by jej udrželo v Bílém domě déle, než tam byl kterýkoli jiný muž, a deset let je více času, než by tam měl kterýkoli muž strávit.
Coolidge také podnikl kroky, aby se ujistil, že nebude navržen na kandidaturu. Řekl: „Nesouhlasím s rozesíláním petice, o níž se psalo v ranním tisku a která mě žádá, abych kandidoval na prezidenta v roce 1928. Nevidím, že by z toho mohlo vzejít něco dobrého. Doufám, že se s tím přestane.“ V prosinci 1927 také oznámil: „Mé prohlášení platí. Nikdo by se neměl domnívat, že jsem ho změnil. Mé rozhodnutí bude respektováno.“ Když byl Coolidge informován, že někteří republikáni z Massachusetts připravují kampaň za jeho vítězství v prezidentských primárkách v jejich státě, informoval předsedu republikánů ve státě: „Taková akce by pro mě byla nanejvýš trapná...Žádám, aby se to nedělo.“

### Úcta k tradici dvou období
Coolidge odsloužil jen necelou polovinu Hardingova nevypršeného funkčního období, než byl sám zvolen. Někteří se domnívají, že Coolidge ctil tradici dvou funkčních období, kterou zavedl prezident George Washington, ačkoliv zastával názor, že viceprezident, který nastoupil po části funkčního období jiného prezidenta, by neporušil pravidlo tím, že by se pak dvakrát ucházel o zvolení sám.
V roce 1927 ještě nebyl ratifikován 22. dodatek Ústavy Spojených států, a tak „tradice dvou funkčních období“ nebyla pevným omezením, ale spíše dodržovanou tradicí. V minulosti se vyskytl pouze jeden případ, kdy bývalý viceprezident v prezidentském úřadu vyhrál jedny volby sám, a to když byl v roce 1904 znovu zvolen Theodore Roosevelt poté, co vystřídal zavražděného Williama McKinleyho. Roosevelt však odsloužil téměř celé McKinleyho druhé funkční období, což mohlo ovlivnit jeho rozhodnutí znovu nekandidovat v roce 1908, ačkoli v roce 1912 neúspěšně kandidoval proti jeho nástupci Williamu Howardu Taftovi.

## V populární kultuře
Fráze vstoupila do dobové populární kultury. Melodie „I Do Not Choose to Run“, kterou si připsali Kenny & Dennis, byla nahrána v březnu 1928 jazzovou skupinou Harryho Resera pro společnost Brunswick Records. Humorný text vypráví o hodinkách, které místo tikání a ukazování času pronášejí Coolidgeovu slavnou frázi.
Epizoda seriálu The Dick Van Dyke Show z roku 1966 se jmenuje „I Do Not Choose to Run“ a Rob Petrie se v ní rozhodne nekandidovat do městské rady.
V 96. epizodě seriálu Show Jerryho Seinfelda s názvem „Závod“ postava Jerryho říká: „Rozhodl jsem se nekandidovat“ jako žertovnou poznámku odkazující na Coolidgeův slavný citát, ačkoli v kontextu epizody se to týká atletického závodu, nikoliv politické soutěže.